# Hartlepool (borough)
Pour la ville, voir Hartlepool.
Le borough d'Hartlepool (en anglais : Borough of Hartlepool) est une territoire relevant d’une autorité locale unique situé dans le comté du Durham, en Angleterre. Son chef-lieu est Hartlepool. Depuis 2016, il fait partie de l'autorité combinée de la vallée de la Tees.

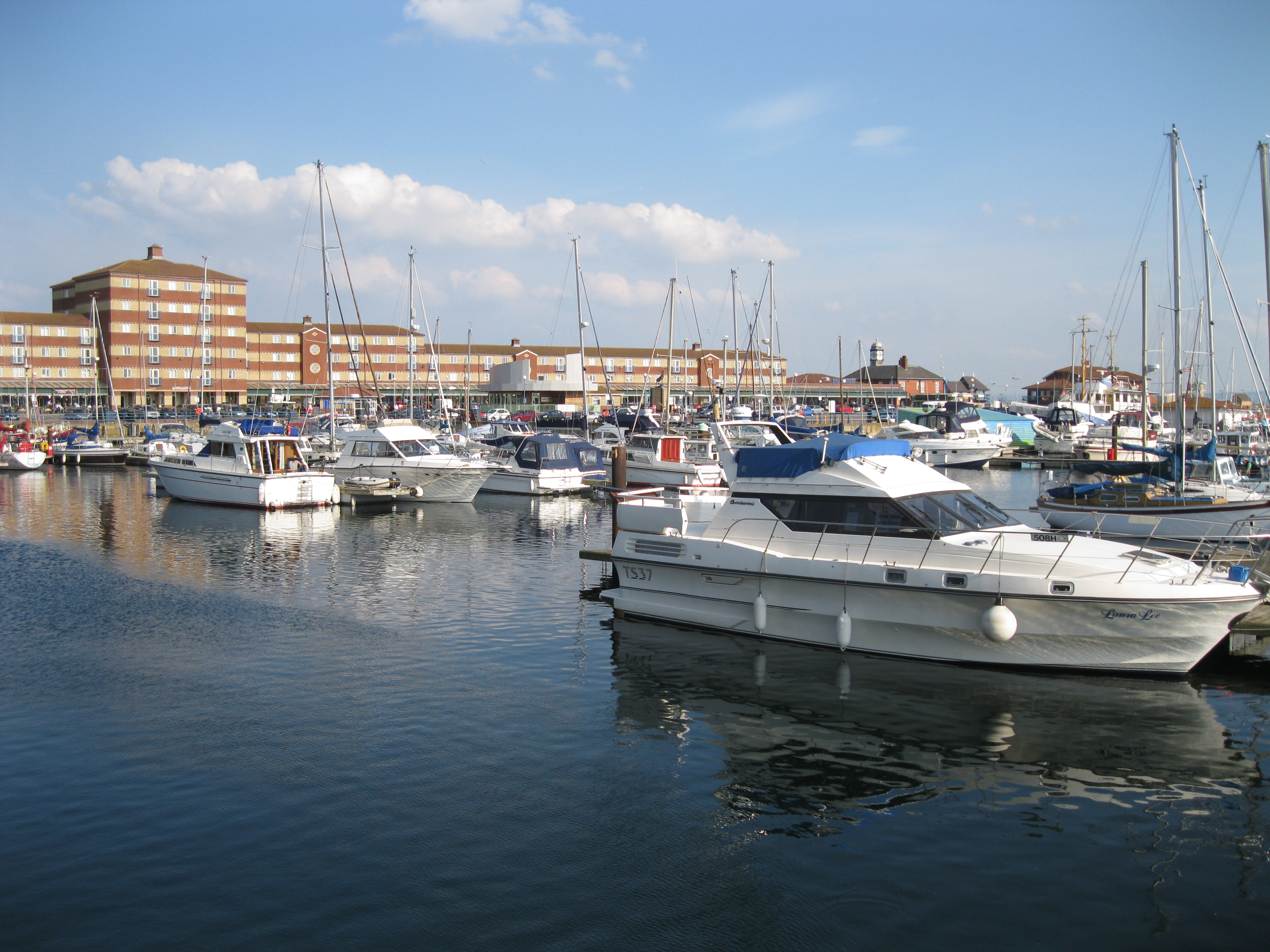
Marina de Hartlepool

Les principales autres localités sont :
- Brierton
- Dalton Piercy
- Elwick
- Greatham
- Hart
- High Throston
- Newton Bewley
- Owton Manor
- Rift House
- Seaton Carew
- The Headland